# Войната на буквите (сериал)
„Войната на буквите“ е български исторически сериал, основан на едноименния роман, написан от Людмила Филипова. Сериалът се излъчва в праймтайма на БНТ от 15 януари, като първият сезон се излъчва всяка неделя от 21:00 ч. В сериала участват някои от най-известните български актьори. Режисьори на филма са Виктор Чучков и Зоран Петровски, а оператор е Борис Славков. Сценаристи са Теодора Маркова, Невена Кертова и Георги Иванов.

## Сюжет
Историята се развива през X век. България е обвита в тайна, която може да разклати основите на християнството. След смъртта на цар Симеон през 927 г. страната е притисната от всички съседи, Византийската империя се бори да наложи влиянието си. Политическите интриги и военните сблъсъци са на път да разкъсат държавата.
Най-младият син на Симеон,  княз Баян (бунтар и хулиган) се влюбва безумно във внучката на византийския император – Мария. Императорът обещава да му я даде за жена, при условие че князът му донесе тайната на непобедимата българска армия, пазена от мистериозния монах Черноризец Храбър. Баян разбира, че силата се крие в древна писменост, която може да спаси обречената му любов, с цената на гибелта на царството му. Той трябва да избере между Мария и българския народ. Междувременно брат му цар Петър сключва политически брак с Мария, за да даде сигурност на държавата си. В опасното си пътуване Баян се превръща от дръзко и непокорно момче в мъдър защитник на народа, когото легендите от векове наричат Баян Магесник.
Снимките започват на 6 юли 2022 г.

## Актьорски състав
- Теодора Духовникова – царица Мариам (Мария)
- Захари Бахаров – кавхан Георги Сурсувул
- Даниел Върбанов – княз Баян
- Ненчо Костов – цар Петър
- Климентина Фърцова – принцеса Мария / царица Ирина
- Валентин Танев – император Роман I Лакапин
- Севар Иванов – Теофилакт, баща на царица Ирин
- Йордан Ръсин – Крон
- Анна Кошко – Дара, слугиня на царица Мариам
- Александра Лашкова – Макрена, млечна сестра на Баян
- Мариан Иванов – Слав, десетник и любим на Макрена
- Биляна Казакова-Угринска – Яна, майка на Макрена
- Любомир Бъчваров – патриарх  Димитър (български патриарх)
- Димитър Селенски - партиарх Стефан (патриарх на Византия, 4 епизод)
- Даниел Рашев – Мостич
- Явор Гънчев – Стефан
- Кире Гьоревски – Тарах
- Владимир Димитров – Вокил
- Дарин Ангелов – Влад
- Цветан Апостолов – Никола
- Станислава Николова – Лида
- Мартин Методиев – Ирна
- Виктор Попов – Иван
- Горан Гънчев – Небул
- Благица Стоименова – Елени
- Николай Върбанов – Павлос
- Иван Иванов – Вениамин
- Борислав Чучков – Христофор
- Деян Донков – цар Симеон I (1, 2 епизод)

## Епизод
- сезон 1, епизод 1: 15 януари 2023
- сезон 1, епизод 2: 22 януари 2023
- сезон 1, епизод 3: 29 януари 2023
- сезон 1, епизод 4: 5 февруари 2023
- сезон 1, епизод 5: 12 февруари 2023
- сезон 1, епизод 6: 19 февруари 2023
- сезон 1, епизод 7: 26 февруари 2023
- сезон 1, епизод 8: 5 март 2023
- сезон 1, епизод 9: 12 март 2023
- сезон 1, епизод 10: 19 март 2023
- сезон 1, епизод 11: 26 март 2023
- сезон 1, епизод 12: 9 април 2023

## Отзиви
Сериалът получава смесени отзиви. Той получава поздравления за актьорската игра и добрия кастинг, но среща и доста критики. Повечето от тях са насочени срещу режисурата,  звуковия монтаж, декорите и употребата на изрази, характерни за 20-ти и 21-ви век. Съществуват мнения, че историческите образи са недостоверно представени и режисьорът щеше да постъпи по-коректно ако бе сменил имената.  Пример за това е "Игра на тронове", където прототип на рода Ланистър е рода Ланкастър.